# David Lascher
David Scott Lascher (* 27. April 1972 in Scarsdale, New York) ist ein US-amerikanischer Schauspieler, der in Deutschland vor allem als Josh in der Serie Sabrina – Total Verhext! bekannt ist, sowie aus den Serien Blossom, Clueless – Die Chaos-Clique und Beverly Hills, 90210.

## Leben
David Lascher besuchte die Scarsdale High School in Scarsdale und hat zwei Schwestern. In erster Ehe war Lascher ab 1995 mit der Schauspielerin Jessica Watson verheiratet; die Ehe wurde geschieden. 1999 heiratete er erneut, mit seiner neuen Frau hat er zwei gemeinsame Kinder.
Seine Schauspielkarriere begann Lascher mit einer Fernsehwerbung von Burger King.
Im Jahr 2014 gab er mit Sister sein Debüt als Regisseur.

## Filmografie (Auswahl)
- 1989–1991: Hey Dude (Fernsehserie, 45 Folgen)
- 1990: A Family for Joe (Fernsehserie, 9 Folgen)
- 1991: Full House (Fernsehserie, Folge 5x03)
- 1991–1992: Beverly Hills, 90210 (Fernsehserie, 3 Folgen)
- 1992–1995: Blossom (Fernsehserie, 48 Folgen)
- 1996: White Squall – Reißende Strömung (White Squall)
- 1996–1997: Clueless – Die Chaos-Clique (Clueless, Fernsehserie, 17 Folgen)
- 1999–2002: Sabrina – Total Verhext! (Sabrina, the Teenage Witch, Fernsehserie, 48 Folgen)
- 1999: Ein Zwilling kommt selten allein (Two of a Kind, Fernsehserie, 4 Folgen)
- 1999: Ein Hauch von Himmel (Touched By An Angel, Fernsehserie, Folge 5x14)
- 2014: Melissa & Joey (Fernsehserie, 3 Folgen)